# Trčenje v zraku na letalskem mitingu v Dallasu (2022)
12. novembra 2022 sta dve letali iz obdobja druge svetovne vojne, B-17 Flying Fortress in Bell P-63 Kingcobra, trčili v zraku in strmoglavili med letalskim mitingom Wings Over Dallas na letališču Dallas Executive v Dallasu v Teksasu v Združene državah Amerike. Do trčenja je prišlo okoli 1:22 popoldne po lokalnem času (CST, UTC−6). Letalski miting, ki je sovpadel z obeležitvami ob dnevu veteranov, je organizirala Commemorative Air Force.
Uradniki so poročali, da je imel B-17 petčlansko posadko, medtem ko je imel P-63 enega pilota; sodni okrožni zdravnik je potrdil smrt vseh šestih. Obe letali sta bili ob trku uničeni.

## Letali
V trk je bil vpleten B-17 skupine Texas Raiders, B-17G-95-DL, izdelan v Douglas-Long Beachu, z registrsko številko N7227C. Letalo je prvič poletelo leta 1945 in ga je upravljal American Airpower Heritage Flying Museum. Bilo je eno redkih preživelih še letečih letal B-17 Flying Fortress.
Drugo vpleteno letalo je bilo P-63F-1-BE Kingcobra z regirstko oznako N6763, ki ga je prav tako upravljal American Airpower Heritage Flying Museum. To letalo je bilo eno od le dveh različic P-63F, ki so jih kdaj izdelali, in je bilo eno od samo petih P-63, ki so ostali sposobni letenja. Letalo ni imelo imena in je bilo pobarvano s prvotnimi testnimi oznakami "X".

## Trk
Nesreča se je zgodila na letališču Dallas Executive med letalskim mitingom, ki je pritegnil več kot 4000 gledalcev. Obe letali so pilotirali visoko usposobljeni prostovoljci, v mnogih primerih upokojeni poklicni piloti. Po navedbah prič je P-63F med zmanjševanjem višine izvajal hitri nagnjen obrat na priletno stezo. Z B-17 je trčil v zadnjo levo četrtino in odrezal trup B-17 od točke tik za njegovimi krili. Obe letali sta se razbili, nekaj sekund zatem udarili ob tla, nato pa eksplodirali in zagoreli.

## Žrtve
Vseh šest članov posadke je umrlo. Na terenu ni bilo poročil o poškodovanih ali smrtnih žrtvah. V nekaj urah po nesreči je Združenje zavezniških pilotov, sindikat pilotov American Airlines na Twitterju potrdil, da sta bila dva njegova nekdanja člana, Terry Barker in Len Root, del posadke B-17 in da sta umrla v nesreči. Po poročanju poveljnika CAP Peter K. Bowdena je bil med žrtvami tudi član civilne zaščite Curtis J. Rowe. To je bila prva smrtna nesreča Commemorative Air Force s smrtnim izidom v 17 letih.
Med petimi smrtnimi žrtvami B-17 so bile Terry Barker, Keven "K5" Michels, Dan Ragan, Leonard "Len" Root in Curtis J. Rowe. Craig Hutain je bil identificiran kot edini pilot letala Bell P-63.

## Preiskava
Na dan dogodka sta Zvezna uprava za letalstvo (FAA) in Nacionalni odbor za varnost v prometu (NTSB) začela preiskavo nesreče. 14. novembra je NTSB objavil, da so razbitine P-63 premaknili na »varno lokacijo«, medtem ko je bilo pridobivanje razbitin B-17 odloženo zaradi dežja. NTSB je potrdil, da nobeno letalo ni bilo opremljeno z zapisovalnikom podatkov o letu, ampak da so našli GPS navigacijo iz P-63 in elektronski prikazovalnik letenja iz B-17 in ju odpeljali v laboratorij NTSB v Washington DC za obdelavo in pridobitev »podatkov in ustreznih informacij.«

## Odzivi
Več teksaških uradnikov se je javno odzvalo na strmoglavljenje. Sodnik okrožja Dallas Clay Jenkins je na Twitterju zapisal: »Moje srce gre vsem posameznikom in družinam, ki jih je prizadela grozljiva tragedija na današnjem letalskem mitingu Wings Over Dallas. Prosim, pridružite se mi v molitvi za vse." Župan Dallasa Eric Johnson je nesrečo označil za "grozno tragedijo v našem mestu".
Predsednik Commemorative Air Force, ki je organizirala predstavo, je dejal, da so tovrstna trčenja v zraku med letalskimi mitingi "izjemno redka", medtem ko je član Army Air Forces Historical Association opozoril na redkost udeleženih letal in dopolnil z besedami: "Srce parajoče je, ko to slišim, tako na človeški ravni kot na zgodovinski ravni."